# باتريشيا وارتوش
باتريشيا وارتوش (بالألمانية: Patricia Wartusch)‏ مواليد 5 أغسطس 1978 في إنسبروك، هي لاعبة كرة مضرب نمساوية بدأت مسيرتها كمحترفة سنة 1997 تلعب باليد اليمنى. أعلى تصنيف لها في الفردي كان المركز الـ 65 في سنة 2000. شاركت في دورة الألعاب الأولمبية الصيفية.

## الفردي (2)
| الرقم | التاريخ        | الدورة                                  | السطح  | الخصم في النهائي | النقاط        |
| 1.    | 13 فبراير 2000 | بطولة كولومبيا المفتوحة للتنس, كولومبيا | ترابية | تاتيانا جاربين   | 4–6, 6–1, 6–4 |
| 2.    | 14 يوليو 2002  | الدار البيضاء, المغرب                   | ترابية | كلارا كوكالوفا   | 5–7, 6–3, 6–3 |

## روابط خارجية
- باتريشيا وارتوش على موقع رابطة محترفات التنس (الإنجليزية)
- باتريشيا وارتوش على موقع الاتحاد الدولي لكرة المضرب (الإنجليزية)
- باتريشيا وارتوش على موقع كأس بيلي جين كينغ (الإنجليزية)
- باتريشيا وارتوش على موقع بطولة ويمبلدون (الإنجليزية)
- باتريشيا وارتوش على موقع خلاصة التنس.كوم (الإنجليزية)
- باتريشيا وارتوش على موقع اللجنة الأولمبية الدولية (الإنجليزية)
- باتريشيا وارتوش على موقع أوليمبيديا (الإنجليزية)